# 霧の日
「霧の日」（きりのひ、A Foggy Day）は、ジョージ・ガーシュウィンが作曲し、歌詞はアイラ・ガーシュウィンが書いたポピュラー・ソング。
この曲は、1937年の映画『踊る騎士 (A Damsel in Distress)』の中でフレッド・アステアによって歌われた。オリジナルのタイトルはもともと、当時のロンドンでよく見られた汚染による霧にちなんで「A Foggy Day (In London Town)」と呼ばれていた。このアステアによる1937年の録音はブランスウィック・レコードから発売され、かなりの人気を得た。

## その他のアーティストによる収録
- エラ・フィッツジェラルド
- レッド・ガーランド
- オスカー・ピーターソン
- フランク・シナトラ
- ジョー・スタッフォード
- サラ・ヴォーン
- ジュディ・ガーランド
- レスター・ヤング
- ビリー・ホリデイ
- チャールズ・ミンガス
- マイケル・ブーブレ
- ジョージ・ベンソン